# Ямантау (песня)
«Ямантау» (рус. Злая гора) — башкирская народная песня жанра узун-кюй.

## История
Башкирская народная песня «Ямантау» впервые была записана Н. Д. Шункаровым в 1960 году от исполнителя Мугалима Мирхайдарова в деревне Аскарово Абзелиловского района БАССР. Опубликована в сборнике «Башҡорт халыҡ ижады. Йырҙар»
Последующие записи производились Л. Г. Барагом, С. А. Галиным, Ф. Х. Камаевым, Л. К. Сальмановой, А. М. Сулеймановым.
Известно много песен посвященных Ямантау. Так студент Казанского университета Мстислав Кулаев в 1899—1900 годах записал и систематизировал около семидесяти башкирских народных песен, посвященных горе.

## Содержание
Песня Ямантау имеет философский смысл. Её содержание связано со случаем, произошедшим в XVIII веке в Верхнеуральском уезде. В то время московский помещик обманным путём купил у башкир земли и гору Ямантау. Он раздавал башкирам-кагайцам чугунные чайники, угощал старшин и баев водкой. Разгоряченные водкой старшины и аксакалы поставили свои тамги на купчую. Один из джигитов выступил против несправедливости помещика и царских властей. Поддержки в народе он не нашёл. Уйдя от отчаяния в горы, он сочинил песню под названием «Ямантау».

## Характеристика
Песни имеет малый диапазон звучания (одна октава), переменный метр. В ней нет внутрислоговых распевов и орнаментики. Эпичность мелодии связана с квартовыми нисходящими скачками и секундовыми интонациями. Развитие драматургии в песне достигается модуляциями основного напева. Лад в песне — мажорная пентатоника с седьмой ступенью.

## Исполнители
Среди исполнителей песни — народная артистка РФ Ф. А. Кильдиярова.